# Općina Hrastnik
Općina Hrastnik (slo.:Občina Hrastnik) je općina u Sloveniji u tradicionalnoj pokrajini Štajerskoj i statističkoj regiji Zasavlje. Općina ima 9.113 stanovnika a njeno središte i najbrojnije naselje je Hrastnik sa 6.673 stanovnika.

## Zemljopis
Općina Hrastnik nalazi se u središnjem dijelu Slovenije, u regiji Zasavlje. Južni dio općine je u uskoj dolini rijeke Save, a sjeverni na padinama Posavskog Hribovja.
U općini vlada umjereno kontinentalna klima. Najvažniji vodotok u općini je rijeka Sava na jugu općine. Svi ostali vodotoci su mali i njeni su pritoci.

## Naselja u općini
Boben, Brdce, Brnica, Dol pri Hrastniku, Čeče, Gore, Hrastnik, Kal, Kovk, Krištandol, Krnice, Marno, Plesko, Podkraj, Prapretno pri Hrastniku, Studence, Šavna Peč, Turje, Unično

## Vanjske poveznice
- Službena stranica općine